# Аушев, Мухарбек Измаилович
Мухарбе́к Измаи́лович А́ушев (р. 15 апреля 1962) — депутат Государственной думы второго и четвёртого созывов.

## Биография
Родился 15 апреля 1962 года в Малгобеке Чечено-Ингушской АССР в смешанной ингушско-осетинской семье.

### Образование
Окончил факультет промышленного и гражданского строительства Северо-Кавказского горно-металлургического института в 1984 году, кандидат экономических наук. После окончания учёбы работал мастером-прорабом на Грозненском домостроительном комбинате.

### Коммерческая деятельность
В 1988 году — заведующий организационным отделом Заводского РК ВЛКСМ Чечено-Ингушской АССР, в том же году возглавил отдел Центра научно-технического творчества молодежи (в дальнейшем — группа МЕНАТЕП), вел строительные проекты этой структуры на Северном Кавказе. В 1989 году стал коммерческим директором, затем генеральным директором Инновационного межотраслевого научно-производственного объединения «Мысль». С 1990 года руководил отделением советско-швейцарско-итальянского совместного предприятия «Ломос» в Москве, затем стал коммерческим директором представительства швейцарской компании «Промос» и генеральным директором представительства швейцарской фирмы «Трейд коммерс».
С 1992 года — в нефтяной компании (НК) «Лукойл», был советником президента компании по возврату задолженностей, затем президентом АО «Финансовая компания Лукойл». С 1995 года — вице-президент НК «Лукойл», начальник Главного управления по поставкам на внутренний рынок.

### Политическая деятельность
В декабре 1995 года был избран депутатом Государственной Думы РФ второго созыва, был заместителем председателя депутатской группы «Российские регионы», заместителем председателя Комитета ГД по безопасности, членом Комитета ГД по природным ресурсам и природопользованию, являлся членом делегации Государственной Думы РФ в Парламентской Ассамблее Совета Европы.
В 1998 году выдвигался кандидатом на пост президента Республики Ингушетия, занял третье место, набрав 9,1 % голосов. Второй раз баллотировался на президентских выборах в Ингушетии в 2002 году, после добровольного досрочного сложения полномочий президентом Русланом Аушевым. В первом туре выборов набрал 17,3 % голосов и занял третье место среди восьми кандидатов.
7 декабря 2003 года был избран в Государственную Думу РФ четвёртого созыва по федеральному списку «Единой России», являлся членом фракции «Единая Россия», член Комитета ГД по природным ресурсам и природопользованию.

## Награды
- Орден Мужества (1997)
- Орден Дружбы (2006)

## Семья
Имеет четверых детей.